# White Birds Productions
Pour les articles homonymes, voir White Bird (homonymie).
White Birds Productions était un studio de développement de jeux vidéo actif de 2003 à 2010, situé à Joinville-le-Pont dans le Val-de-Marne en France.
Le studio était fortement assimilé au créateur Benoît Sokal, cofondateur de la société. Le nom « White Birds Productions » faisait directement référence aux « Oiseaux blancs » de l'univers du jeu L'Amerzone : Le Testament de l'explorateur sorti en 1999 et créé par Benoît Sokal.

## Histoire

### Origines et développement
Le studio White Birds Productions est fondé en 2003 par Benoît Sokal, Jean-Philippe Messian, Olivier Fontenay et Michel Bams, quatre anciens collaborateurs de Microïds,. En parallèle de son activité avec White Birds Productions, Benoît Sokal poursuit sa collaboration avec Microïds pour le développement et l'édition du jeu Syberia 2 qui sort en 2004.
Le studio est spécialisé dans le développement de jeux vidéo d'aventure, domaine dans lequel Benoît Sokal s'était déjà illustré avec les jeux L'Amerzone en 1999 et Syberia en 2002.
La société se positionne par ailleurs à mi-chemin du monde du jeu vidéo et de la bande dessinée. En 2005, la société Casterman, éditrice des bandes dessinées de Benoît Sokal, entre au capital de White Birds Productions. White Birds sort en 2007 le jeu L'Île noyée, inspiré de la bande dessinée éponyme issue de la série Canardo, puis le studio adapte en 2008 la Trilogie Nikopol d'Enki Bilal avec le jeu Nikopol : la Foire aux immortels.
À son apogée en 2007, la société compte environ 30 salariés et utilise des prestataires à l'étranger pour la réalisation de certains parties de ses jeux, notamment un prestataire situé en Slovénie pour le développement de L'Île noyée.

### Difficultés financières et fermeture
Malgré son fort développement, le studio ne dispose que de faibles budgets pour mener à bien ses projets. À partir de 2009, dans un contexte devenu difficile pour le marché du jeu vidéo d'aventure sur PC, le studio réoriente sa stratégie en se concentre sur le développement de jeux pour Nintendo DS et iPhone. À partir de cette époque, Benoît Sokal s'implique moins dans la société et cesse d'y développer de nouveaux projets personnels.
Le studio réalise notamment le portage de son jeu Paradise sur Nintendo DS sous le titre Last King of Africa, puis commence le portage du même jeu sur iPhone en 2010, mais n'a pas le temps de terminer ce projet. Le 8 décembre 2010 la société est mise en liquidation judiciaire. Le studio annonce sa fermeture en janvier 2011 à cause d'un défaut de paiement.

## Jeux produits
- 2006 : Paradise (PC)
- 2006 : Martine à la montagne (PC, DS)
- 2007 : L'Île noyée (PC)
- 2007 : Martine à la ferme (PC, DS)
- 2008 : Nikopol : La Foire aux immortels (PC)
- 2008 : Jouons à la créatrice de bijoux (DS)
- 2009 : Last King of Africa (DS)
- 2009 : Criminology (DS)
- 2009 : Upside Down (iPhone)
- 2009 : Babel Rising (iPhone)
- 2010 : SocCars (iPhone)
- 2010 : Last King of Africa, épisode 1 (iPhone)

Projets annulés : Last King of Africa Episode 2 (iPhone), Last King of Africa Episode 3 (iPhone), Projet Horus (PSN).